# Tadeusz Prucnal
Tadeusz Prucnal (ur. 25 kwietnia 1939 w Szańcu, zm. 28 lutego 1998 w Kielcach) – polski matematyk, specjalizujący się w logice matematycznej, doktor habilitowany nauk matematycznych, profesor nadzwyczajny Wyższej Szkoły Pedagogicznej w Kielcach, dziekan Wydziału Matematyczno-Przyrodniczego tej uczelni (1990–1996).

## Życiorys
W 1963 ukończył studia matematyczne w Wyższej Szkole Pedagogicznej w Opolu. Doktoryzował się w 1970 na Uniwersytecie Śląskim w Katowicach na podstawie rozprawy pt. Badania nad matrycami Łukasiewicza. Stopień naukowy doktora habilitowanego uzyskał w 1980 na Wydziale Matematyki, Fizyki i Chemii Uniwersytetu Mikołaja Kopernika w Toruniu w oparciu o pracę zatytułowaną On two problems of Harvey Friedman, w której przedstawił rozwiązania dwóch problemów z zakresu logiki matematycznej, sformułowanych w 1975 na łamach „The Journal of Symbolic Logic” przez Harveya Friedmana.
Po ukończeniu studiów pracował na stanowisku asystenta w Katedrze Podstaw Matematyki Wyższej Szkoły Pedagogicznej w Opolu. W latach 1970–1975 zatrudniony był w Instytucie Matematyki Uniwersytetu Śląskiego w Katowicach. W październiku 1975 podjął pracę w Wyższej Szkole Pedagogicznej w Kielcach. W kieleckiej WSP współtworzył Instytut Matematyki (był wicedyrektorem tej jednostki), kierował Zakładem Podstaw Matematyki i przez 22 lata prowadził seminarium naukowe z logiki matematycznej. W kadencjach 1990–1993 i 1993–1996 pełnił funkcję dziekana Wydziału Matematyczno-Przyrodniczego WSP w Kielcach.
Opublikował ok. 40 prac z zakresu logiki matematycznej. Zajmował się przede wszystkim badaniami nad logikami i matrycami Łukasiewicza, pojęciami strukturalnej zupełności pewnych rachunków zdaniowych i rachunku predykatów pierwszego rzędu oraz problemami Friedmana w logice matematycznej. Był współautorem dwóch skryptów: Elementy teorii liczb (Opole 1972) i Wstęp do logiki matematycznej (Katowice 1974). Był promotorem w trzech przewodach doktorskich.
Należał do Polskiego Towarzystwa Matematycznego, pełnił funkcję prezesa kieleckiego oddziału tej organizacji. Był współzałożycielem „Reports on Mathematical Logic”, wchodził w skład komitetu redakcyjnego czasopisma „Studia Logica”. Uczestniczył w zagranicznych konferencjach, m.in. w Helsinkach i Salzburgu. W latach 1984–1986 wykładał matematykę na uczelni w Algierii.
Odznaczony był Krzyżem Kawalerskim Orderu Odrodzenia Polski, Złotym Krzyżem Zasługi i Medalem Komisji Edukacji Narodowej.